# آی‌نچرالیست
آی‌نچرالیست (iNaturalist) یک شبکه اجتماعی در رابطه با طبیعت، دانشوری شهروندی و زیست‌شناسی است که با هدف ثبت در نقشه و به اشتراک‌گذاری مشاهدات تنوع زیستی در سراسر جهان راه‌اندازی شده‌است.  آی‌نچرالیست از طریق وب سایت آن و اپ موبایل آن قابل دسترسی است.  تا تاریخ فوریه ۲۰۲۱، کاربران آی‌نچرالیست تقریباً ۶۶ میلیون مشاهده از گیاهان، جانوران، قارچ‌ها و سایر موجودات زنده در سراسر جهان انجام داده‌اند و حدود ۱۳۰٬۰۰۰ کاربر در ۳۰ روز گذشته فعال بوده‌اند. 
آی‌نچرالیست خود را به عنوان «یک شبکه اجتماعی آنلاین از مردمی که اطلاعات تنوع زیستی را برای کمک به یکدیگر در آموزش طبیعت به اشتراک می‌گذارند» توصیف می‌کند و هدف اصلی آن ارتباط دادن مردم با طبیعت است.  آی‌نچرالیست اگرچه خود یک پروژه علمی نیست، اما بستری برای تلاش‌های علمی و حفاظتی است که داده‌های باز ارزشمندی را برای پروژه‌های تحقیقاتی، مدیران، سازمان‌ها و عموم مردم ارائه می‌کند. 
از سال ۲۰۱۲، تعداد شرکت‌کنندگان و مشاهدات آی‌نچرالیست تقریباً هر سال دو برابر شده‌است.  در سال ۲۰۱۴، آی‌نچرالیست به ۱ میلیون مشاهده رسید  و تا دسامبر ۲۰۲۱، ۹۹ میلیون مشاهده داشت. 

## بسترها
کاربران می‌توانند به روش‌های مختلفی با آی‌نچرالیست تعامل داشته باشند:
- از طریق وب‌سایت iNaturalist.org
- از طریق دو برنامه تلفن همراه: iNaturalist (آی‌اواس/اندروید) [۴][۵] و Seek (آی‌اواس/اندروید), [۱۱][۱۲]
- از طریق سازمان‌های همکار مانند وب‌سایت تسهیلات اطلاعات تنوع زیستی جهانی (GBIF). [۸]

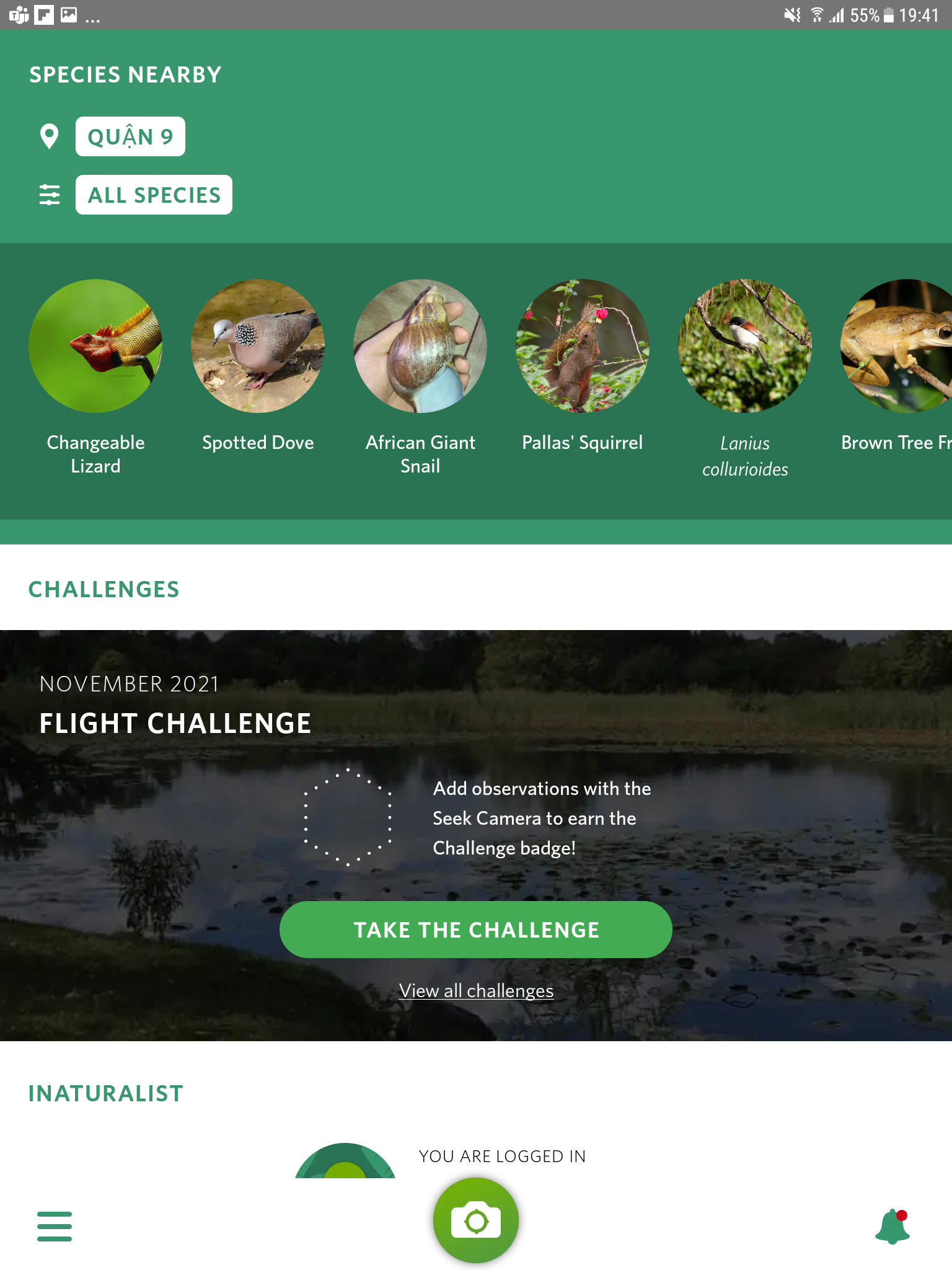
صفحه اصلی Seek، که گونه‌های محلی و چالش نوامبر ۲۰۲۱ را نشان می‌دهد.

در وب‌سایت iNaturalist.org، بازدیدکنندگان می‌توانند مجموعه داده‌های عمومی را جستجو کنند و با افراد دیگر با اضافه کردن مشاهدات و شناسایی‌ها تعامل داشته باشند. این وبگاه ابزارهایی را برای کاربران ثبت‌نام شده برای افزودن، شناسایی و بحث در مورد مشاهدات، نوشتن پست‌های مجله، کاوش اطلاعات در مورد گونه‌ها، و ایجاد صفحات پروژه برای جذب مشارکت و هماهنگی کار بر روی موضوعات مورد علاقه خود فراهم می‌کند. 
در برنامه تلفن همراه آی‌نچرالیست، کاربران ثبت‌نام شده می‌توانند مشاهدات طبیعی خود را در مجموعه داده آنلاین ایجاد و به اشتراک بگذارند، مشاهدات اطراف را کاوش کنند و در مورد گونه‌های مختلف اطلاعات کسب کنند. 
Seek by iNaturalist، یک برنامهٔ جداگانه است که برای کودکان و خانواده‌ها طراحی شده‌است و نیازی به ثبت نام آنلاین حساب ندارد و ممکن است همه مشاهدات، خصوصی باقی بمانند.  Seek دارای ویژگی‌های گیمیفیکیشن است، مانند ارائه فهرستی از موجودات مجاور برای یافتن مجموعه‌ای از نشان‌ها و مشارکت در چالش‌ها.  Seek ابتدا در بهار ۲۰۱۸ منتشر شد. 

## مشاهدات
پلتفرم آی‌نچرالیست بر اساس جمع‌سپاری مشاهدات و شناسایی‌ها است. مشاهدات آی‌نچرالیست برخورد یک فرد با یک جاندار را در زمان و مکانی خاص ثبت می‌کند.  مشاهدات طبیعت‌گرایانه ممکن است شواهدی از وجود یک موجود زنده، مانند ردپای حیوانات، لانه‌ها، یا حتی یک مدفوع را نیز ثبت کند. دامنهٔ موضوعات طبیعی اما بی‌اثر مانند ویژگی‌های زمین‌شناسی یا آب‌شناسی را مستثنی می‌کند. کاربران معمولاً عکس‌ها را به‌عنوان شواهدی از یافته‌های خود بارگذاری می‌کنند،
در آی‌نچرالیست، سایر کاربران برای تأیید یا بهبود شناسایی مشاهدات، شناسایی‌ها و نظرات را به مشاهدات یکدیگر اضافه می‌کنند. مشاهدات بر اساس کیفیت داده‌های ارائه‌شده و فرایند شناسایی طبقه‌بندی می‌شوند. هر کیفیتی از داده‌ها را می‌توان بارگیری کرد و مشاهدات در سطح مناسب اغلب در سایر پایگاه‌های داده آنلاین مانند مرکز اطلاعات جهانی تنوع زیستی و اطلس حیات استرالیا گنجانده می‌شوند. 